# Bào Đinh
Bào Đinh (chữ Hán: 庖丁) là một nhân vật hư cấu trong sách Nam Hoa kinh, thiên Dưỡng sinh chủ của Trang Tử.
Theo sách, Bào Đinh là đầu bếp của Lương Huệ vương, kỹ xảo mổ trâu vô cùng thành thạo, đến mức có thể làm thành nghệ thuật để thưởng thức.
Thành ngữ Bào Đinh mổ trâu (chữ Hán: 庖丁解牛, Hán Việt: Bào Đinh giải ngưu) trở thành từ dùng để chỉ việc làm trải qua thực tiễn, nắm giữ quy luật thì có thể làm mọi việc thuận lợi theo ý muốn.

## Nghĩa khác
Tại Nhật Bản, dao làm bếp cũng được gọi là Hōchō (chữ Hán: 庖丁, chữ Nhật: ほうちょう, Hán Việt: Bào Đinh) hay Bōchō.

## Trong văn hóa
Trong hoạt hình Tần thời Minh Nguyệt, có xuất hiện nhân vật Bào Đinh thuộc Mặc gia.